# Bunopithecus sericus
Bunopithecus sericus ist eine ausgestorbene Primatenart aus der Familie der Gibbons (Hylobatidae).
Eine teilweise erhaltene linke Unterkieferhälfte der ausgestorbenen Gibbonart wurde im Jahr 1920 oder 1921 durch den US-amerikanischen Fossiliensammler und Wirbeltier-Paläontologen Walter W. Granger in dem Dorf Yanjinggou auf dem Territorium des heutigen Chongqing (Stadtbezirk Wanzhou) entdeckt.

## Merkmale
Im Jahr 1923 beschrieben der kanadisch-amerikanische Wirbeltierpaläontologe William Diller Matthew und Granger die neue Gibbonart Bunopithecus sericus mit dem Unterkieferfragment als Holotyp. Unterkiefer und die zwei erhaltenen Backenzähne erinnern an die von Hylobates, die Backenzähne M2 und M3 sind jedoch breiter und das Hypoconulid, ein Nebenhöcker am hinteren Zahnende, ist bei beiden Zähnen genau so groß wie das benachbarte Entoconid, einer der Haupthöcker. Bei Hylobates ist das Hypoconulid auf M2 klein und fehlt bei M3. M3 ist bei Hylobates schmaler und kleiner als M2, aber breiter bei Bunopithecus sericus. Matthew und Granger vermuteten, dass Bunopithecus sericus etwa so groß wurde wie der Weißbrauengibbon (Hoolock hoolock).

## Taxonomiegeschichte
Im Jahr 1983 verwiesen Leonard A. Prouty und Forscherkollegen den 1834 durch den US-amerikanischen Zoologen Richard Harlan unter der Bezeichnung Simia hoolock beschriebenen und zwischenzeitlich der Gattung Hylobates zugeordneten Weißbrauengibbon zu Bunopithecus und stellten Bunopithecus und zwei weitere Gibbontaxa als Untergattungen zu Hylobates. Im Jahr 2004 wurden Bunopithecus und die beiden anderen Gibbontaxa wieder in den Gattungsrang erhoben. Der britisch-australische Mammaloge Colin Groves und der Gibbonexperte und Naturschützer Alan Mootnick führten im Jahr 2005 die Gattung Hoolock für die Weißbrauengibbons ein, so dass Bunopithecus sericus allein in Bunopithecus verbleibt und die Gattung somit ausgestorben ist. Die Eigenständigkeit der Gattung Bunopithecus wurde in einer im Juli 2015 veröffentlichten ausführlichen Studie über die unterschiedliche Zahnmorphometrie der verschiedenen Gibbongattungen bestätigt. Bunopithecus ist möglicherweise die Schwestergattung von Hoolock.

## Belege
1. 1 2  Alejandra Ortiz, Varsha Pilbrow, Catalina I. Villamil, Jessica G. Korsgaard, Shara E. Bailey, Terry Harrison: The Taxonomic and Phylogenetic Affinities of Bunopithecus sericus, a Fossil Hylobatid from the Pleistocene of China. PLOS One, Juli, 2015, doi: 10.1371/journal.pone.0131206
2. ↑  William D. Matthew, Walter W. Granger: New fossil mammals from the Pliocene of Szechuan, China. Bulletin of the American Museum of Natural History. 1923;48: S. 588. PDF
3. ↑  Leonard A. Prouty, Philip D. Buchanan, Dr. William S. Pollitzer, Alan R. Mootnick: Taxonomic note: Bunopithecus: A genus‐level taxon for the hoolock gibbon (Hylobates hoolock). American Journal of Primatology, 1983, doi: 10.1002/ajp.1350050110
4. ↑  D. Brandon-Jones, A. Eudey, Geissmann, P. Groves, J. Melnick, J. C. Morales, Shekelle und C.-B. Stewart: Asian Primate Classification. International Journal of Primatology, Vol. 25, No. 1, February 2004
5. ↑  Alan Mootnick, Colin P. Groves (2005): A new generic name for the hoolock gibbon (Hylobatidae). International Journal of Primatology. 26 (26): 971–976. doi:10.1007/s10764-005-5332-4, PDF